# Simon Eklund
Simon Eklund (ur. 10 maja 1996) – szwedzki skoczek narciarski. Uczestnik mistrzostw świata seniorów (2015) i juniorów (2014), a także zimowego olimpijskiego festiwalu młodzieży Europy (2013). Wielokrotny medalista mistrzostw kraju.

## Kariera
W oficjalnych zawodach międzynarodowych rozgrywanych przez FIS zadebiutował w lutym 2013, zajmując 46. pozycję w rywalizacji skoczków narciarskich podczas Zimowego Olimpijskiego Festiwalu Młodzieży Europy 2013.
W swojej karierze ośmiokrotnie brał udział w zawodach FIS Cup, punktując trzykrotnie – 12 grudnia 2013 był 30. w Notodden oraz 15 i 16 lutego 2014 w Brattleboro, gdzie był 24. i 19. Trzykrotnie startował w konkursach Pucharu Kontynentalnego, najwyżej plasując się na 50. pozycji (2 marca 2014 w Falun).
W styczniu 2014 wziął udział w mistrzostwach świata juniorów w Val di Fiemme, gdzie w konkursie indywidualnym zajął 64. miejscu. W lutym 2015 wystartował w mistrzostwach świata seniorów, biorąc udział w konkursie drużynowym mężczyzn na skoczni dużej, w którym, wraz z reprezentacją Szwecji, uplasował się na 13. pozycji.
Wielokrotnie zdobywał medale mistrzostw Szwecji. W ramach zimowej edycji tych zawodów w 2011 zdobył srebrny medal w konkursie drużynowym na skoczni dużej, w 2014 zdobył mistrzostwo kraju w rywalizacji drużynowej na skoczni normalnej, a w 2016 zajął 3. miejsce w konkursie drużynowym na skoczni dużej. Z kolei w letnich edycjach mistrzostw Szwecji w 2012 zdobył brązowy medal w konkursie drużynowym na skoczni normalnej, w 2013 powtórzył ten wynik w konkursie indywidualnym na skoczni normalnej, w 2014 zdobył srebrny medal w konkursie drużynowym na skoczni normalnej, a w 2015 został mistrzem kraju w tej samej konkurencji.

## Mistrzostwa świata

### Drużynowo
| 2015 Falun | – | 13. miejsce (K-120) |

### Starty S. Eklunda na mistrzostwach świata – szczegółowo
| Miejsce | Dzień     | Rok  | Miejscowość | Skocznia | Punkt K | HS     | Konkurs | Skok 1 | Skok 2 | Nota                 | Strata    | Zwycięzca |
| ------- | --------- | ---- | ----------- | -------- | ------- | ------ | ------- | ------ | ------ | -------------------- | --------- | --------- |
| 13.     | 28 lutego | 2015 | Falun       | Lugnet   | K-120   | HS-134 | druż.   | 85,5 m | –      | 144,5 pkt (21,9 pkt) | 728,1 pkt | Norwegia  |

## Mistrzostwa świata juniorów

### Indywidualnie
| 2014 Val di Fiemme/Predazzo | – | 64. miejsce |

### Starty S. Eklunda na mistrzostwach świata juniorów – szczegółowo
| Miejsce | Dzień       | Rok  | Miejscowość | Skocznia           | Punkt K | HS     | Konkurs  | Skok 1 | Skok 2 | Nota     | Strata    | Zwycięzca   |
| ------- | ----------- | ---- | ----------- | ------------------ | ------- | ------ | -------- | ------ | ------ | -------- | --------- | ----------- |
| 64.     | 31 stycznia | 2014 | Predazzo    | Trampolino Dal Ben | K-95    | HS-106 | indywid. | 67,5 m | –      | 49,2 pkt | 182,3 pkt | Jakub Wolny |

## Zimowy olimpijski festiwal młodzieży Europy

### Indywidualnie
| 2013 Râșnov | – | 46. miejsce |

### Starty S. Eklunda na zimowym olimpijskim festiwalu młodzieży Europy – szczegółowo
| Miejsce | Dzień     | Rok  | Miejscowość | Skocznia                    | Punkt K | HS     | Konkurs  | Skok 1 | Skok 2 | Nota     | Strata    | Zwycięzca  |
| ------- | --------- | ---- | ----------- | --------------------------- | ------- | ------ | -------- | ------ | ------ | -------- | --------- | ---------- |
| 46.     | 18 lutego | 2013 | Râșnov      | Trambulina Valea Cărbunării | K-90    | HS-100 | indywid. | 74,5 m | –      | 77,0 pkt | 184,0 pkt | Cene Prevc |

## Puchar Kontynentalny

### Miejsca w poszczególnych konkursachPucharu Kontynentalnego
| Źródło                                                                        | Źródło     | Źródło      | Źródło      | Źródło          | Źródło          | Źródło          | Źródło          | Źródło        | Źródło        | Źródło        | Źródło        | Źródło              | Źródło              | Źródło           | Źródło           | Źródło           | Źródło        | Źródło        | Źródło      | Źródło      | Źródło         | Źródło         | Źródło            | Źródło | Źródło | Źródło | Źródło | Źródło | Źródło | Źródło | Źródło | Źródło | Źródło | Źródło | Źródło | Źródło | Źródło | Źródło | Źródło | Źródło | Źródło | Źródło | Źródło | Źródło | Źródło | Źródło | Źródło | Źródło | Źródło | Źródło | Źródło | Źródło | Źródło | Źródło | Źródło | Źródło | Źródło | Źródło | Źródło |
| ----------------------------------------------------------------------------- | ---------- | ----------- | ----------- | --------------- | --------------- | --------------- | --------------- | ------------- | ------------- | ------------- | ------------- | ------------------- | ------------------- | ---------------- | ---------------- | ---------------- | ------------- | ------------- | ----------- | ----------- | -------------- | -------------- | ----------------- | ------ | ------ | ------ | ------ | ------ | ------ | ------ | ------ | ------ | ------ | ------ | ------ | ------ | ------ | ------ | ------ | ------ | ------ | ------ | ------ | ------ | ------ | ------ | ------ | ------ | ------ | ------ | ------ | ------ | ------ | ------ | ------ | ------ | ------ | ------ | ------ |
| Sezon 2013/2014                                                               |            |             |             |                 |                 |                 |                 |               |               |               |               |                     |                     |                  |                  |                  |               |               |             |             |                |                |                   |        |        |        |        |        |        |        |        |        |        |        |        |        |        |        |        |        |        |        |        |        |        |        |        |        |        |        |        |        |        |        |        |        |        |        |        |
| Rena HS111                                                                    | Rena HS111 | Lahti HS130 | Lahti HS130 | Engelberg HS137 | Engelberg HS137 | Courchevel HS96 | Courchevel HS96 | Sapporo HS100 | Sapporo HS100 | Sapporo HS134 | Sapporo HS134 | Iron Mountain HS133 | Iron Mountain HS133 | Brotterode HS117 | Brotterode HS117 | Brotterode HS117 | Seefeld HS109 | Seefeld HS109 | Falun HS100 | Falun HS100 | Zakopane HS134 | Zakopane HS134 | Niżny Tagił HS134 | punkty |        |        |        |        |        |        |        |        |        |        |        |        |        |        |        |        |        |        |        |        |        |        |        |        |        |        |        |        |        |        |        |        |        |        |        |
| -                                                                             | dq         | -           | -           | -               | -               | -               | -               | -             | -             | -             | -             | -                   | -                   | -                | -                | -                | -             | -             | 51          | 50          | -              | -              | -                 | 0      |        |        |        |        |        |        |        |        |        |        |        |        |        |        |        |        |        |        |        |        |        |        |        |        |        |        |        |        |        |        |        |        |        |        |        |
| Legenda                                                                       |            |             |             |                 |                 |                 |                 |               |               |               |               |                     |                     |                  |                  |                  |               |               |             |             |                |                |                   |        |        |        |        |        |        |        |        |        |        |        |        |        |        |        |        |        |        |        |        |        |        |        |        |        |        |        |        |        |        |        |        |        |        |        |        |
| 1 2 3 4-10 11-30 poniżej 30 dq – dyskwalifikacja - – zawodnik nie wystartował |            |             |             |                 |                 |                 |                 |               |               |               |               |                     |                     |                  |                  |                  |               |               |             |             |                |                |                   |        |        |        |        |        |        |        |        |        |        |        |        |        |        |        |        |        |        |        |        |        |        |        |        |        |        |        |        |        |        |        |        |        |        |        |        |

## FIS Cup

### Miejsca w klasyfikacji generalnej
| Sezon     | Miejsce |
| --------- | ------- |
| 2013/2014 | 185.    |

### Miejsca w poszczególnych konkursachFIS Cupu
| Sezon 2013/2014                                                               |         |              |              |        |        |            |            |          |          |                        |                        |            |            |          |          |                     |          |             |             |        |             |             |             |              |              |        |        |        |        |        |        |        |        |        |        |        |        |        |        |        |        |        |
| Villach                                                                       | Villach | Szczyrk      | Szczyrk      | Kuopio | Kuopio | Kranj      | Kranj      | Zakopane | Zakopane | Frenštát pod Radhoštěm | Frenštát pod Radhoštěm | Einsiedeln | Einsiedeln | Râșnov   | Râșnov   | Notodden            | Notodden | Brattleboro | Brattleboro | Râșnov | Râșnov      | Zakopane    | Zakopane    | punkty       | punkty       | punkty | punkty | punkty | punkty | punkty | punkty | punkty | punkty | punkty | punkty | punkty | punkty | punkty | punkty | punkty | punkty | punkty |
| -                                                                             | -       | -            | -            | dq     | 47     | -          | -          | -        | -        | -                      | -                      | -          | -          | -        | -        | 30                  | 34       | 24          | 19          | -      | -           | -           | -           | 20           | 20           | 20     | 20     | 20     | 20     | 20     | 20     | 20     | 20     | 20     | 20     | 20     | 20     | 20     | 20     | 20     | 20     | 20     |
| Sezon 2014/2015                                                               |         |              |              |        |        |            |            |          |          |                        |                        |            |            |          |          |                     |          |             |             |        |             |             |             |              |              |        |        |        |        |        |        |        |        |        |        |        |        |        |        |        |        |        |
| Villach                                                                       | Villach | Hinterzarten | Hinterzarten | Kuopio | Kuopio | Einsiedeln | Einsiedeln | Planica  | Planica  | Szczyrk                | Szczyrk                | Râșnov     | Râșnov     | Notodden | Notodden | Szczyrbskie Jezioro | Zakopane | Zakopane    | Kranj       | Kranj  | Brattleboro | Brattleboro | Lake Placid | Hinterzarten | Hinterzarten | punkty |        |        |        |        |        |        |        |        |        |        |        |        |        |        |        |        |
| -                                                                             | -       | -            | -            | -      | -      | -          | -          | -        | -        | -                      | -                      | -          | -          | 51       | 50       | -                   | -        | -           | -           | -      | -           | -           | -           | -            | -            | 0      |        |        |        |        |        |        |        |        |        |        |        |        |        |        |        |        |
| Legenda                                                                       |         |              |              |        |        |            |            |          |          |                        |                        |            |            |          |          |                     |          |             |             |        |             |             |             |              |              |        |        |        |        |        |        |        |        |        |        |        |        |        |        |        |        |        |
| 1 2 3 4-10 11-30 poniżej 30 dq – dyskwalifikacja - − zawodnik nie wystartował |         |              |              |        |        |            |            |          |          |                        |                        |            |            |          |          |                     |          |             |             |        |             |             |             |              |              |        |        |        |        |        |        |        |        |        |        |        |        |        |        |        |        |        |